# Choroedocus
Choroedocus is een geslacht van rechtvleugeligen uit de familie veldsprinkhanen (Acrididae). De wetenschappelijke naam van dit geslacht is voor het eerst geldig gepubliceerd in 1914 door Bolívar.

## Soorten
Het geslacht Choroedocus omvat de volgende soorten:
- Choroedocus capensis Thunberg, 1815
- Choroedocus illustris Walker, 1870
- Choroedocus pallens Uvarov, 1933
- Choroedocus robustus Serville, 1838
- Choroedocus sparsus Serville, 1838
- Choroedocus violaceipes Miller, 1934